# Reflektometrische Interferenzspektroskopie
Die reflektometrische Interferenzspektroskopie (RIfS) ist eine physikalische Methode, die auf der Interferenz von Weißlicht an dünnen Schichten beruht. Diese Methode wird in der Praxis dazu eingesetzt, um molekulare Wechselwirkungen zu untersuchen. Das grundlegende Messprinzip entspricht dem Fabry-Pérot-Interferometer.

## Realisierung

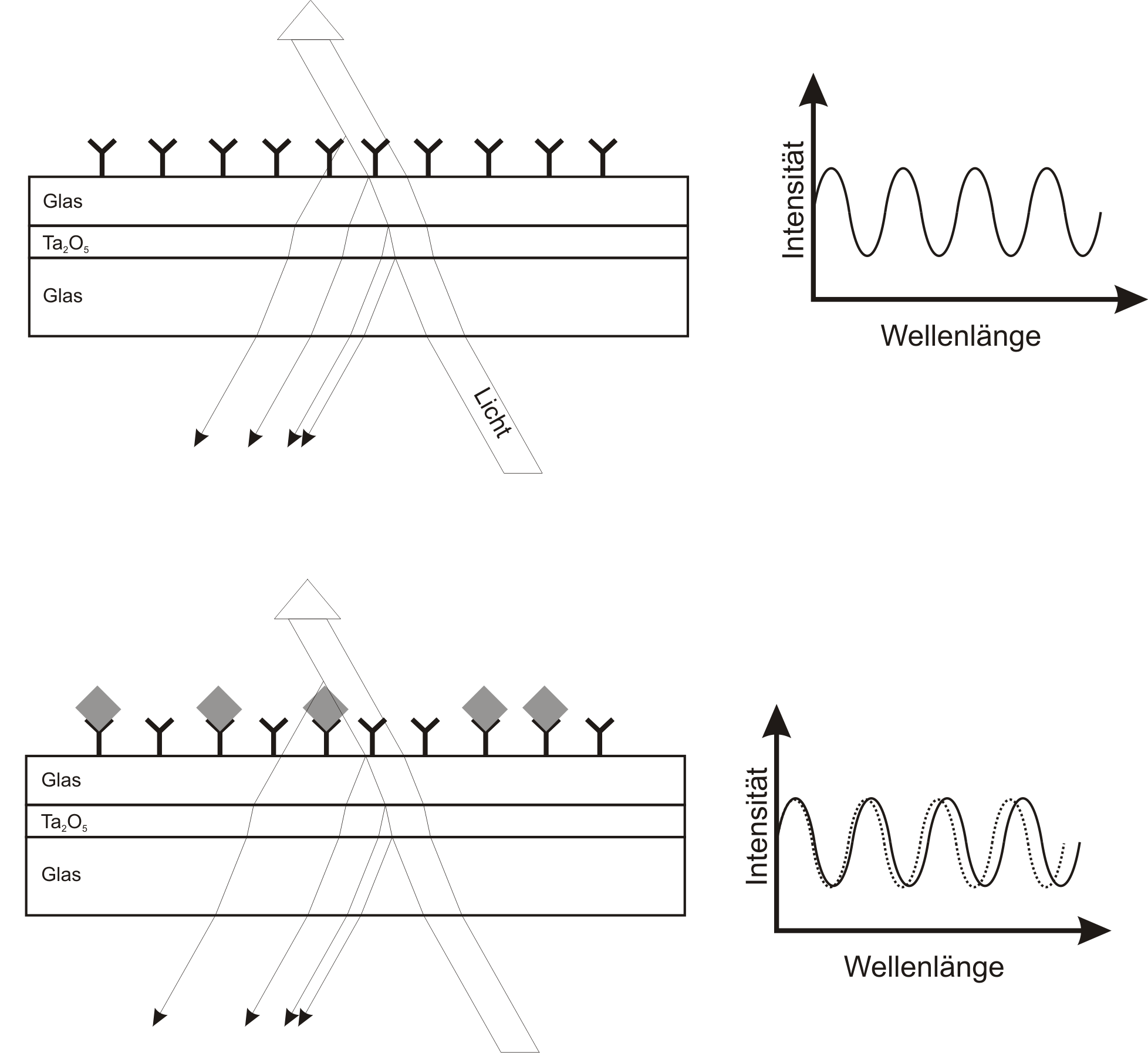
Links: Schematische Darstellung des Strahlenganges bei Mehrfachreflexionen an den Grenzschichten. Rechts: Schematische Darstellung des resultierenden Interferenzspektrums

Weißlicht wird senkrecht auf ein Mehrschichtsystem eingestrahlt. Dieses besteht aus einer Siliziumdioxid- (SiO2-), einer hochbrechenden Tantalpentoxid- (Ta2O5-) und einer weiteren Siliziumdioxid-Schicht, die chemisch modifiziert werden kann. An jeder Phasengrenze werden Teilstrahlen des Weißlichts reflektiert und gebrochen transmittiert. Die reflektierten Teilstrahlen überlagern sich zu einem Interferenzspektrum, welches über ein Diodenzeilenspektrometer detektiert wird.
Durch chemische Modifikation wird die oberste SiO2-Schicht dahingehend verändert, dass sie mit Zielmolekülen interagieren kann. Diese Interaktion verursacht eine Änderung der physikalischen Schichtdicke {\displaystyle d} und des Brechungsindex {\displaystyle n} dieser Schicht. Das Produkt aus beiden wird als optische Schichtdicke definiert: {\displaystyle n\cdot d}.
Die Veränderung der optischen Schichtdicke führt zu einer Modulation des Interferenzspektrums. Beobachtet man die Veränderung des Interferenzspektrums über die Zeit, so ist es möglich, das Bindungsverhalten der Zielmoleküle zu verfolgen.

## Anwendung

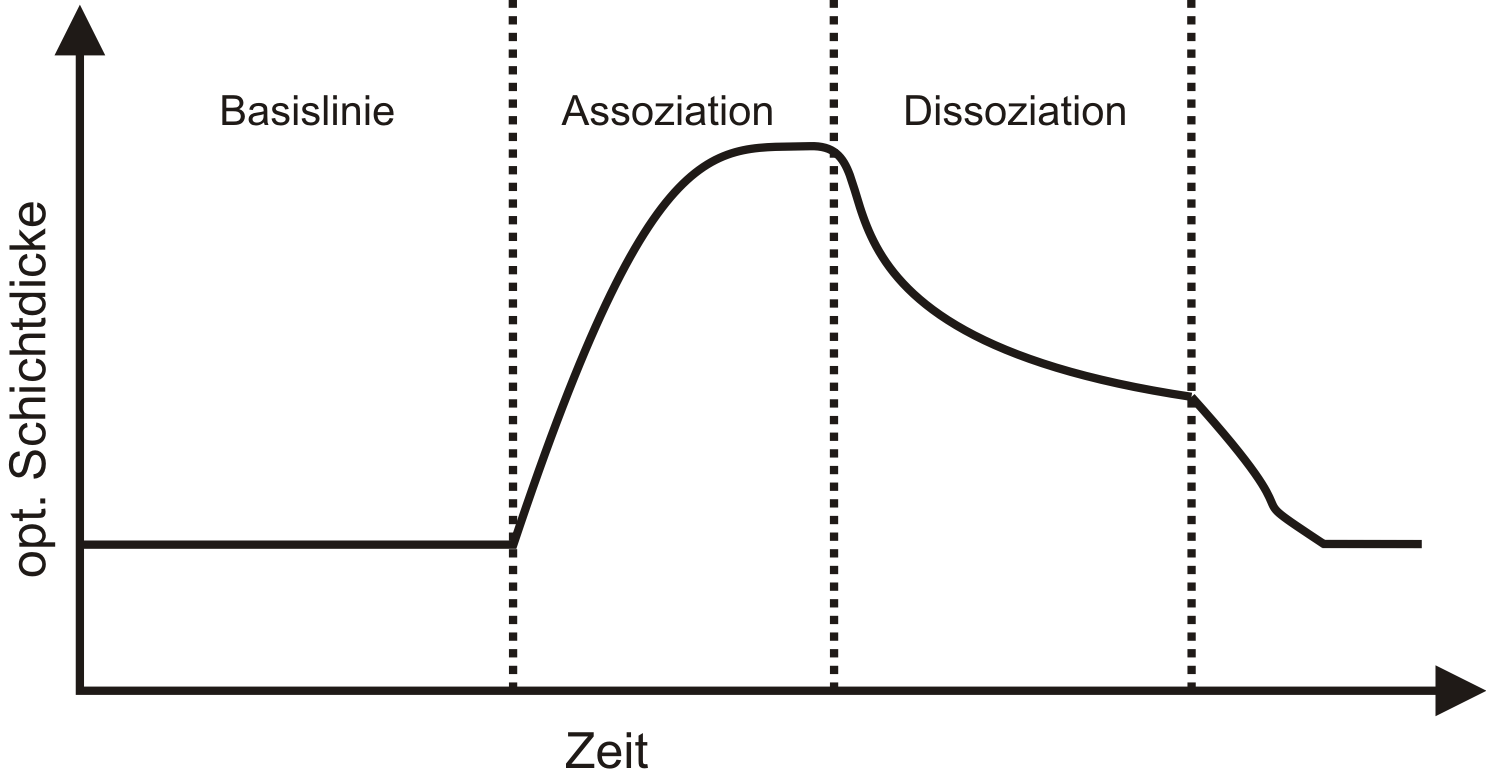
Schematische Darstellung einer Bindungskurve

RIfS findet vor allem als Detektionsmethode in Chemo- und Biosensoren Anwendung.
Chemosensoren eignen sich besonders für Messungen unter schwierigen Bedingungen und in der Gasphase. Als sensitive Schichten werden meist nicht selektiv messende Polymere verwendet, die Analyten entweder anhand ihrer Größe (sog. Molekularsiebeffekt bei mikroporösen Polymeren) oder auf Grund unterschiedlicher Polaritäten (z. B. funktionalisierte Polydimethylsiloxane) sortieren.  Bei nicht selektiven Messungen wird in RIfS ein Summensignal von mehreren Analyten gemessen, so dass für die Quantifizierung auf multivariate Datenanalysen wie Neuronale Netze zurückgegriffen werden muss. Es können jedoch auch spezifisch messende Polymere, die sog. molekular geprägten Polymere (MIPs) verwendet werden, die künstliche Erkennungsstrukturen bereitstellen.
Im Bereich der Biosensoren werden Polymere wie Polyethylenglykole oder Dextrane auf das Schichtsystem aufgebracht und darauf Erkennungsstrukturen für Biomoleküle immobilisiert. Als Erkennungsstrukturen sind prinzipiell alle Stoffklassen verwendbar (Proteine wie z. B. Antikörper, DNA/RNA wie z. B. Aptamere, kleine organische Moleküle wie z. B. Estron, aber auch Lipide wie z. B. Phospholipid-Membranen).
Die Methode ermöglicht es, zeitaufgelöst Interaktionen zwischen den Bindungspartnern zu beobachten, ohne dabei auf Fluoreszenz- oder Radioaktivitätsmarkierungen zurückgreifen zu müssen. Es handelt sich wie bei der Oberflächenplasmonenresonanzspektroskopie (SPRS) um eine markierungsfreie Technik. Mit monochromatischem Licht wird eine Reflektometrie an dünnen Schichten als Einwellenlängenreflektometrie bezeichnet.